# Vadym Sosnychin
Vadym Oleksandrovyč Sosnychin (in ucraino Вадим Олександрович Соснихін?, in russo Вадим Александрович Соснихин?, Vadim Aleksandrovič Sosnichin; Kiev, 10 agosto 1942 – Kiev, 28 settembre 2003) è stato un calciatore sovietico dal 1991 ucraino, di ruolo difensore.

## Statistiche

### Cronologia presenze e reti in Nazionale
| Cronologia completa delle presenze e delle reti in nazionale ― Unione Sovietica | Cronologia completa delle presenze e delle reti in nazionale ― Unione Sovietica | Cronologia completa delle presenze e delle reti in nazionale ― Unione Sovietica | Cronologia completa delle presenze e delle reti in nazionale ― Unione Sovietica | Cronologia completa delle presenze e delle reti in nazionale ― Unione Sovietica | Cronologia completa delle presenze e delle reti in nazionale ― Unione Sovietica | Cronologia completa delle presenze e delle reti in nazionale ― Unione Sovietica | Cronologia completa delle presenze e delle reti in nazionale ― Unione Sovietica |
| Data                                                                            | Città                                                                           | In casa                                                                         | Risultato                                                                       | Ospiti                                                                          | Competizione                                                                    | Reti                                                                            | Note                                                                            |
| ------------------------------------------------------------------------------- | ------------------------------------------------------------------------------- | ------------------------------------------------------------------------------- | ------------------------------------------------------------------------------- | ------------------------------------------------------------------------------- | ------------------------------------------------------------------------------- | ------------------------------------------------------------------------------- | ------------------------------------------------------------------------------- |
| 16/10/1966                                                                      | Mosca                                                                           | Unione Sovietica                                                                | 0 – 2                                                                           | Turchia                                                                         | Amichevole                                                                      | -                                                                               |                                                                                 |
| 23/10/1966                                                                      | Mosca                                                                           | Unione Sovietica                                                                | 2 – 2                                                                           | Germania Est                                                                    | Amichevole                                                                      | -                                                                               |                                                                                 |
| 03/06/1967                                                                      | Parigi                                                                          | Francia                                                                         | 2 – 4                                                                           | Unione Sovietica                                                                | Amichevole                                                                      | -                                                                               |                                                                                 |
| 18/09/1971                                                                      | Mosca                                                                           | Unione Sovietica                                                                | 5 – 0                                                                           | Galles                                                                          | Amichevole                                                                      | -                                                                               |                                                                                 |
| Totale                                                                          |                                                                                 | Presenze                                                                        | 4                                                                               |                                                                                 | Reti                                                                            | 0                                                                               |                                                                                 |